# Ochazuke
Chazuke (茶漬け) ou ochazuke (お茶漬け) (du japonais cha ou ocha, thé, et zuke, arrosé) est une recette de cuisine traditionnelle de cuisine japonaise, à base de bouillon de riz préparé en versant du thé vert (ou de dashi) sur un bol de riz généralement agrémenté par exemple de morceaux de saumon grillé, dorade, thon, maquereau, crevette, œufs de morue, umeboshi, graine de sésame,  tsukemono, porphyra, kombu, shiitake, et souvent également accompagné d'un peu de wasabi et de copeaux de nori.

## Histoire
Souvent traduit par « riz au thé vert » le ochazuke tire son origine du yuzuke, populaire lors de la période Heian, où de l'eau chaude (ou du bouillon) était communément versée sur du riz. Le thé vert a remplacé le plus souvent l'eau à partir de la période Edo.

Quelques exemples
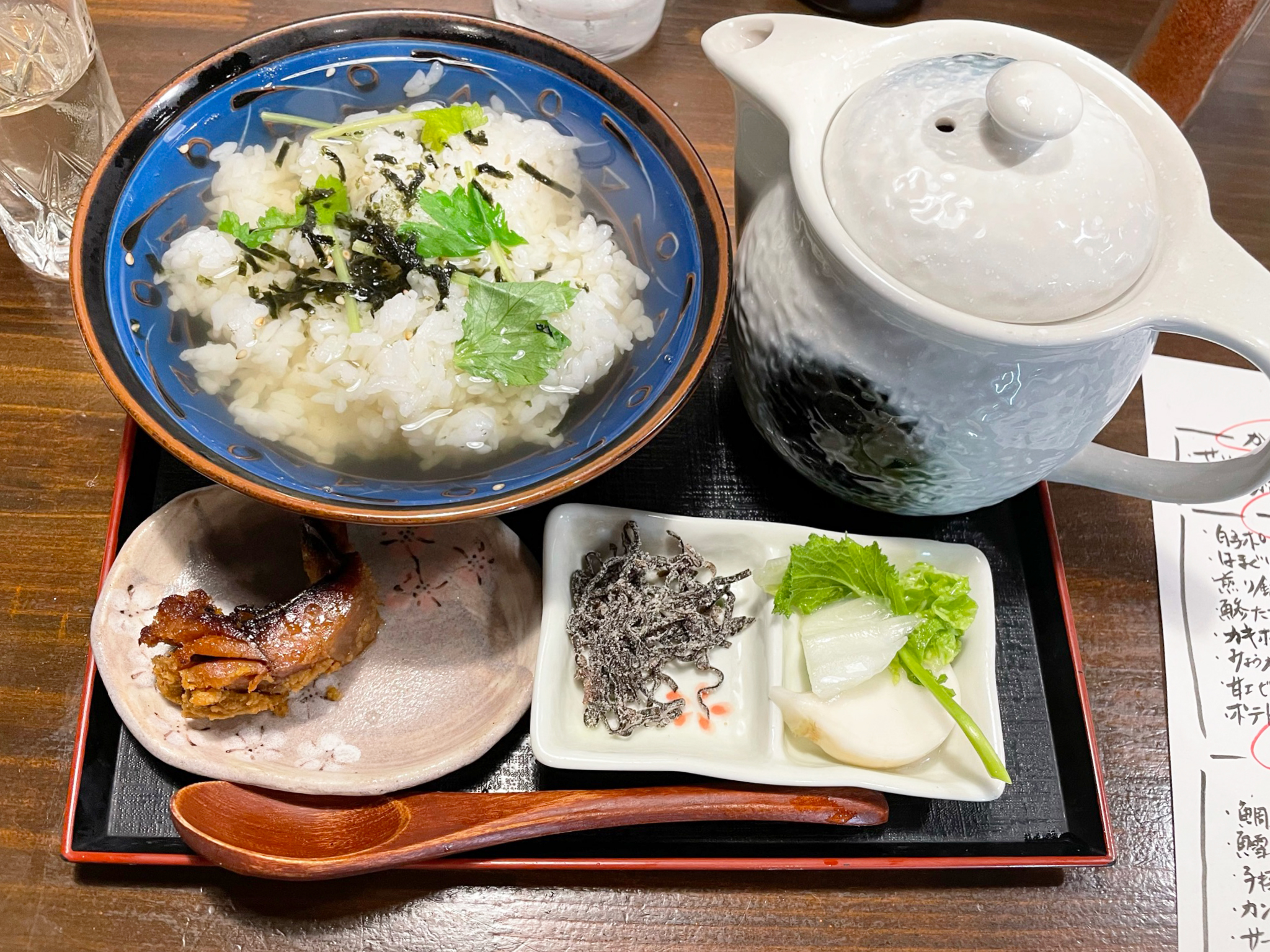
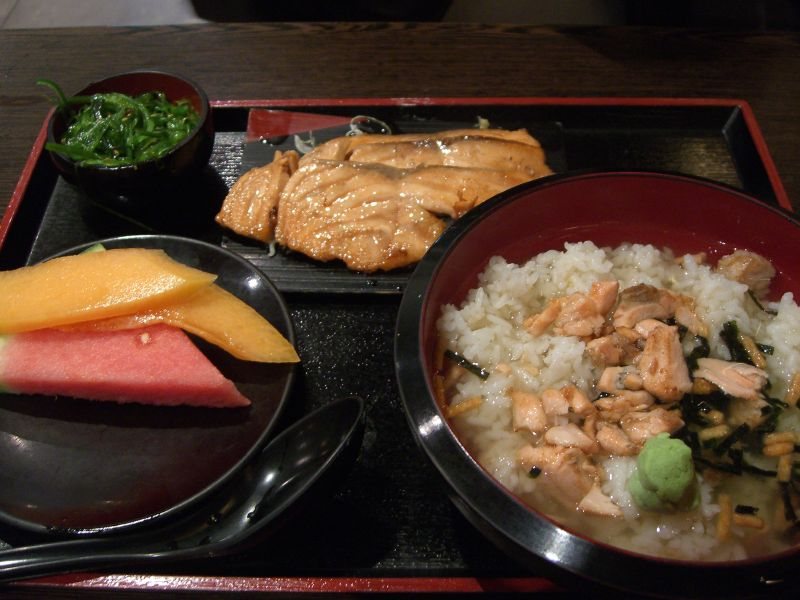
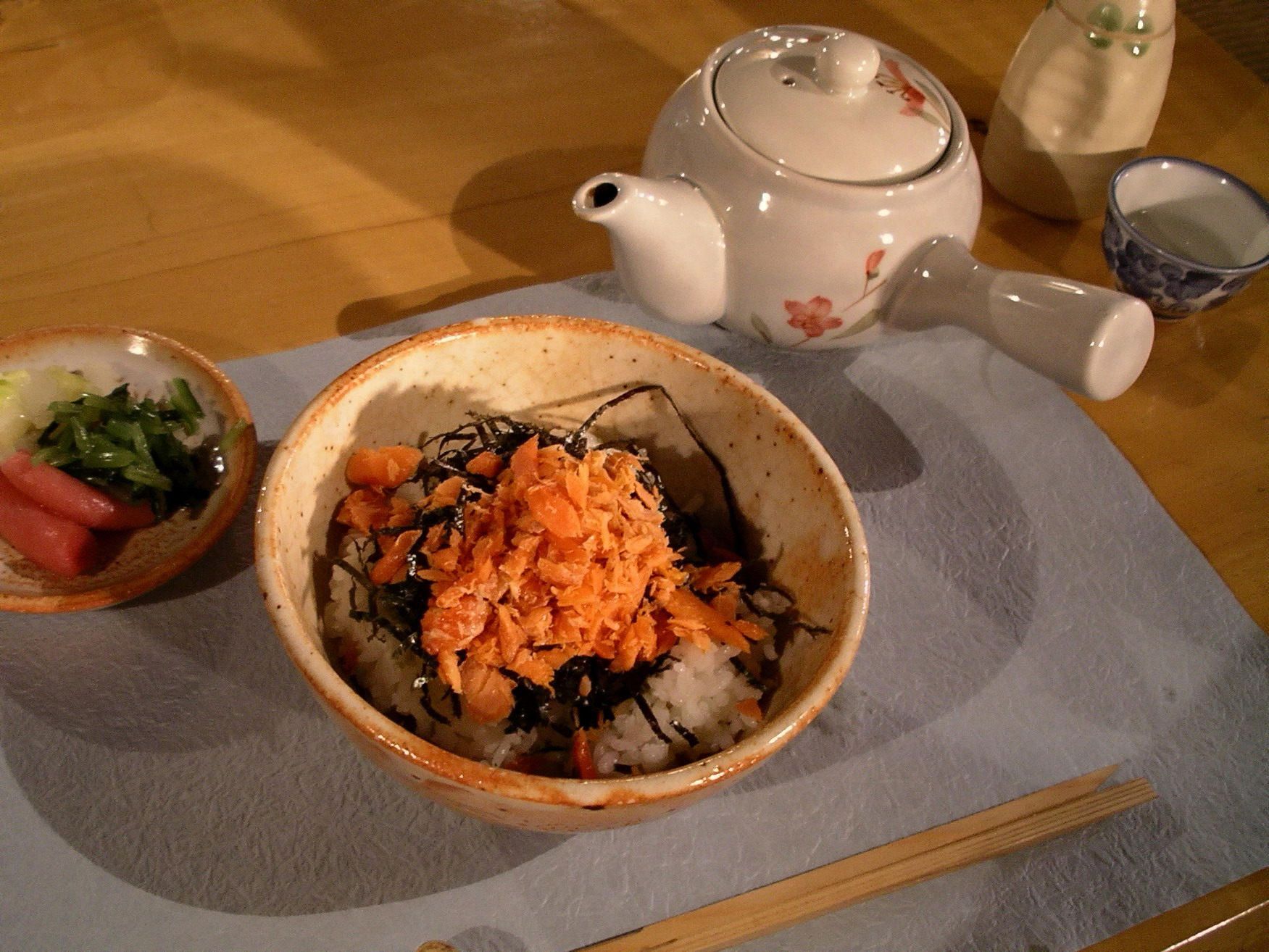

## Préparation
Décliné sous de nombreuses variantes personnelles ou de cuisine régionale japonaise, également connu sous le nom cha-cha gohan, et couramment commercialisé sous forme de sachet lyophilisé, ce plat peut être très facile et rapide à préparer, avec quelques restes de riz et autres ingrédients pour un repas léger,,,. 

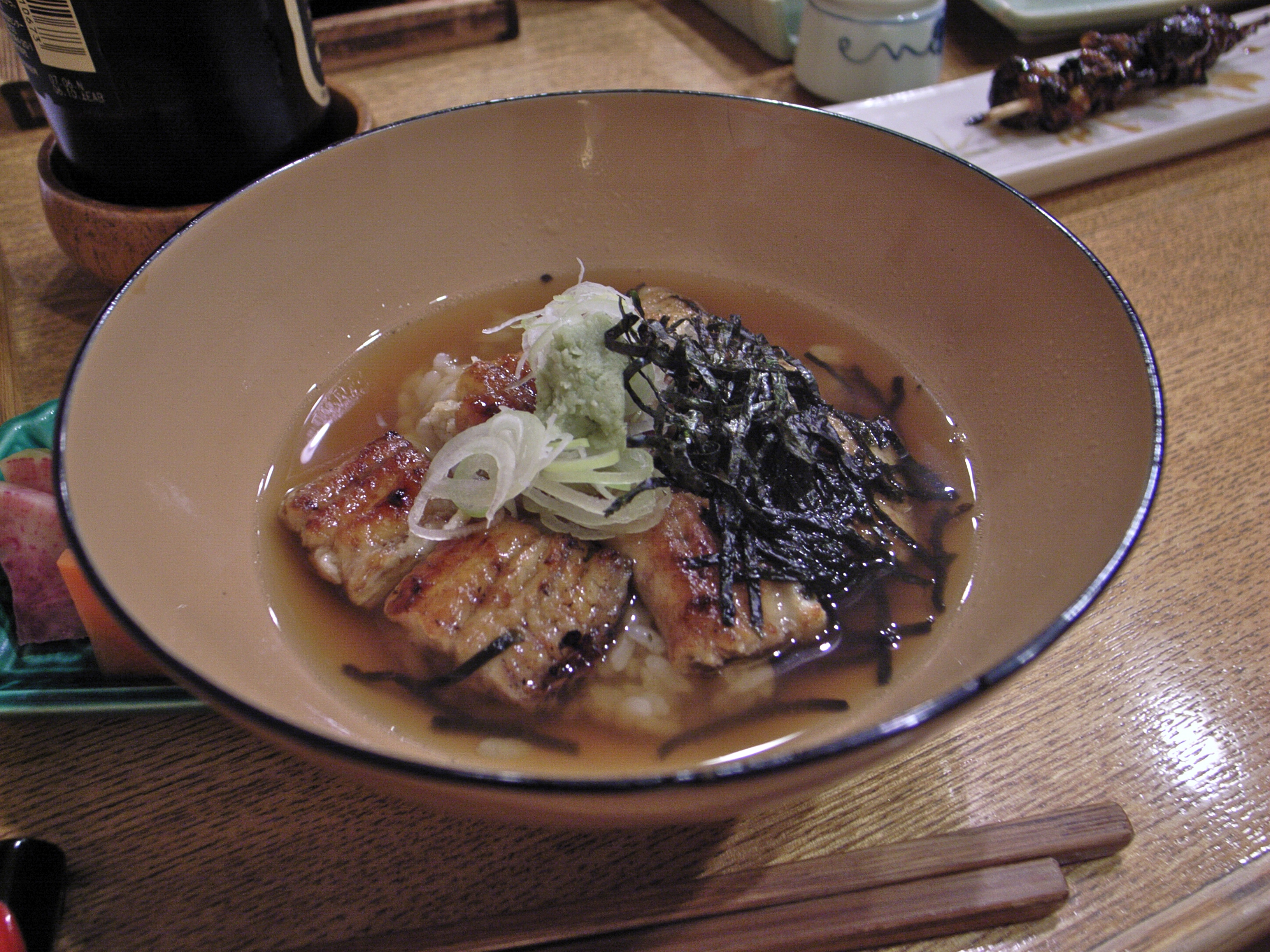
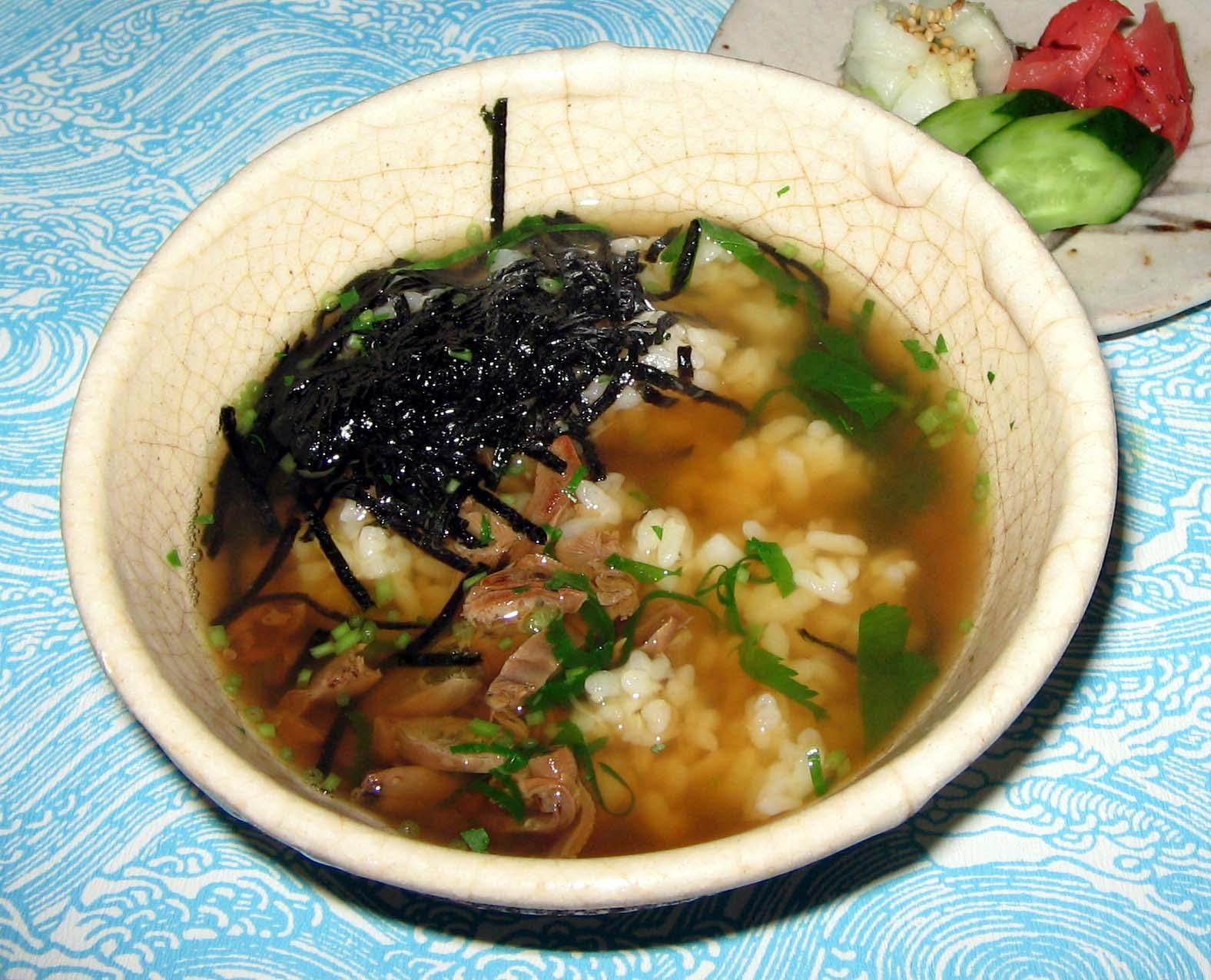
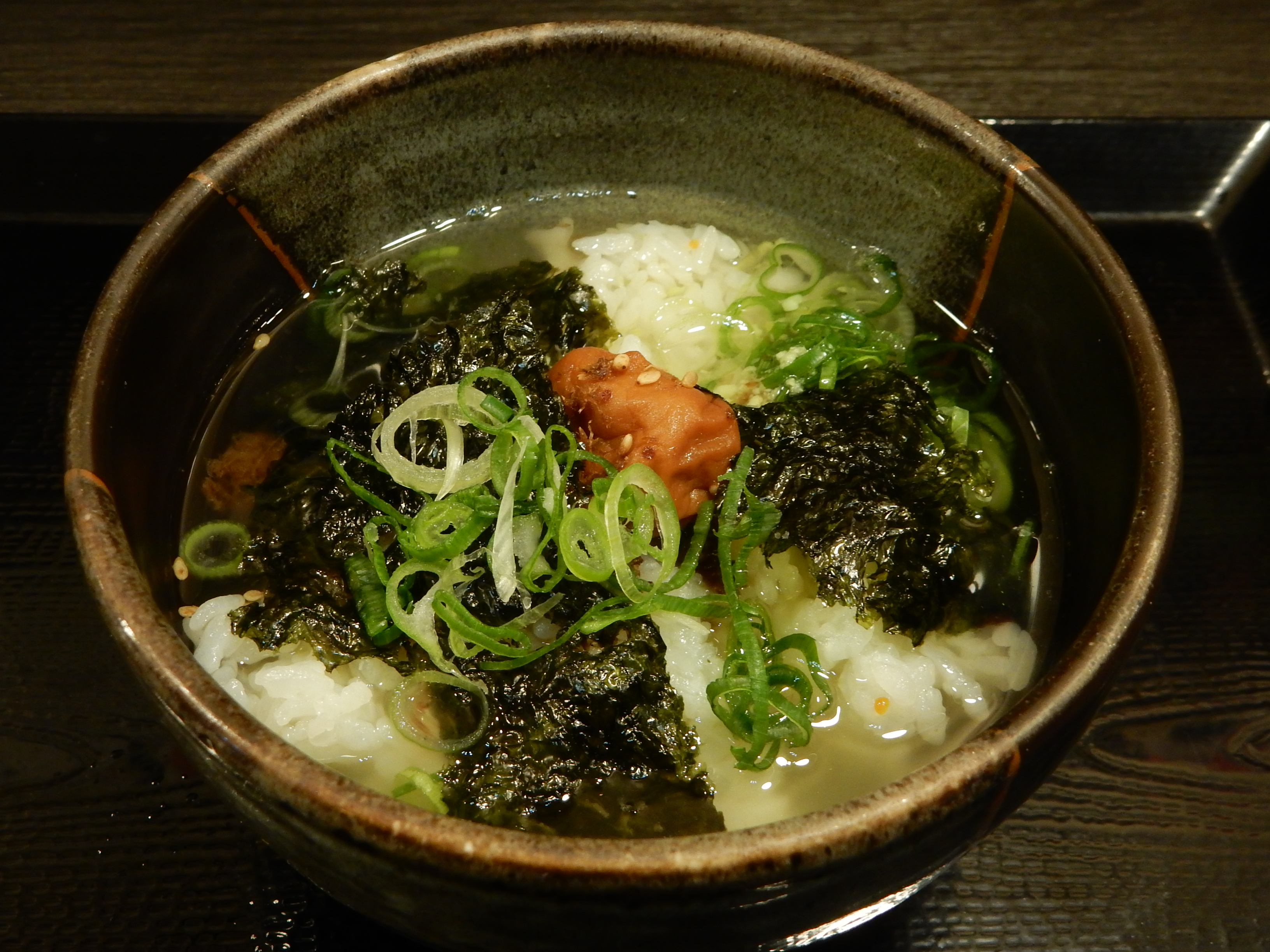
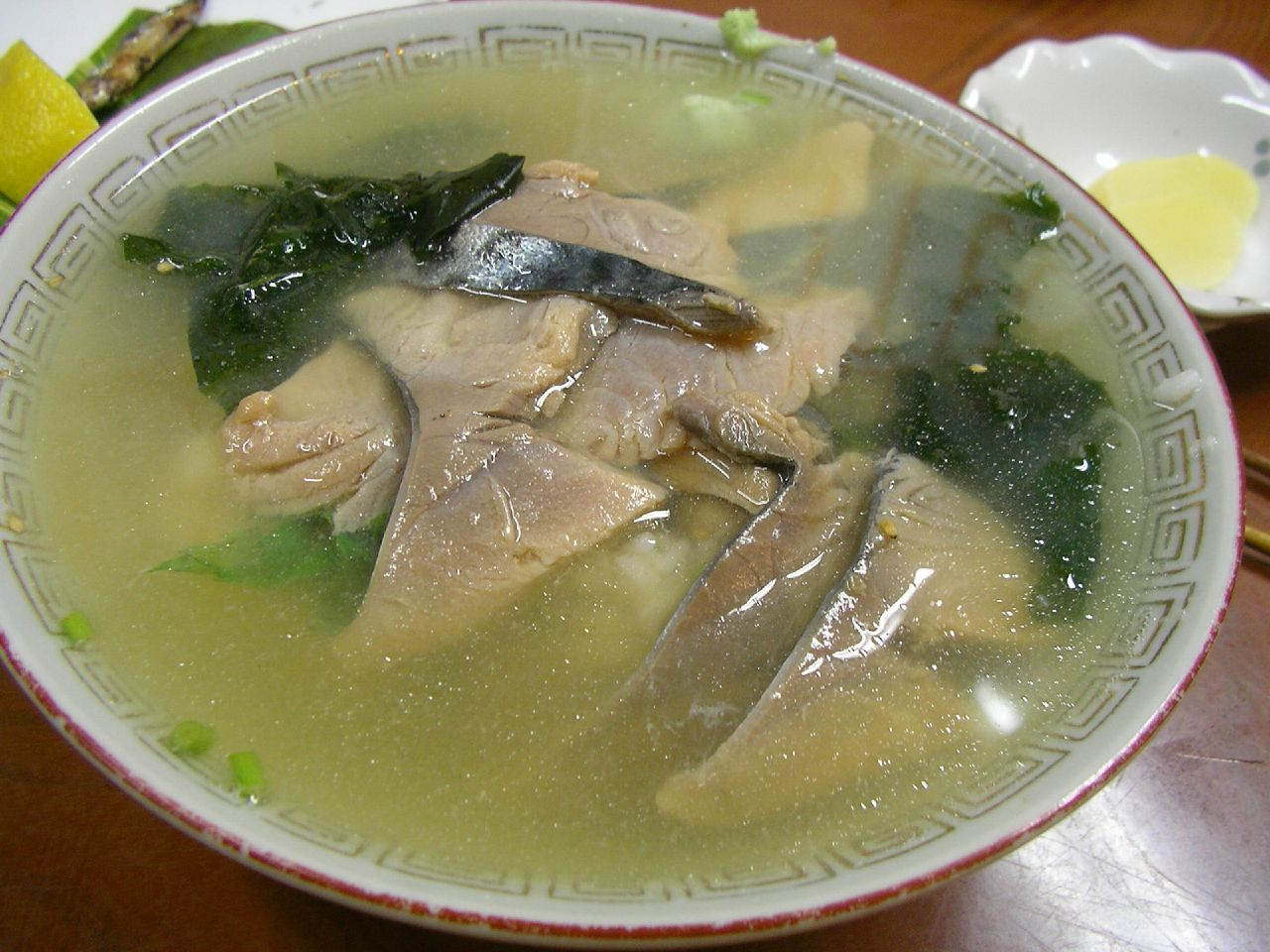
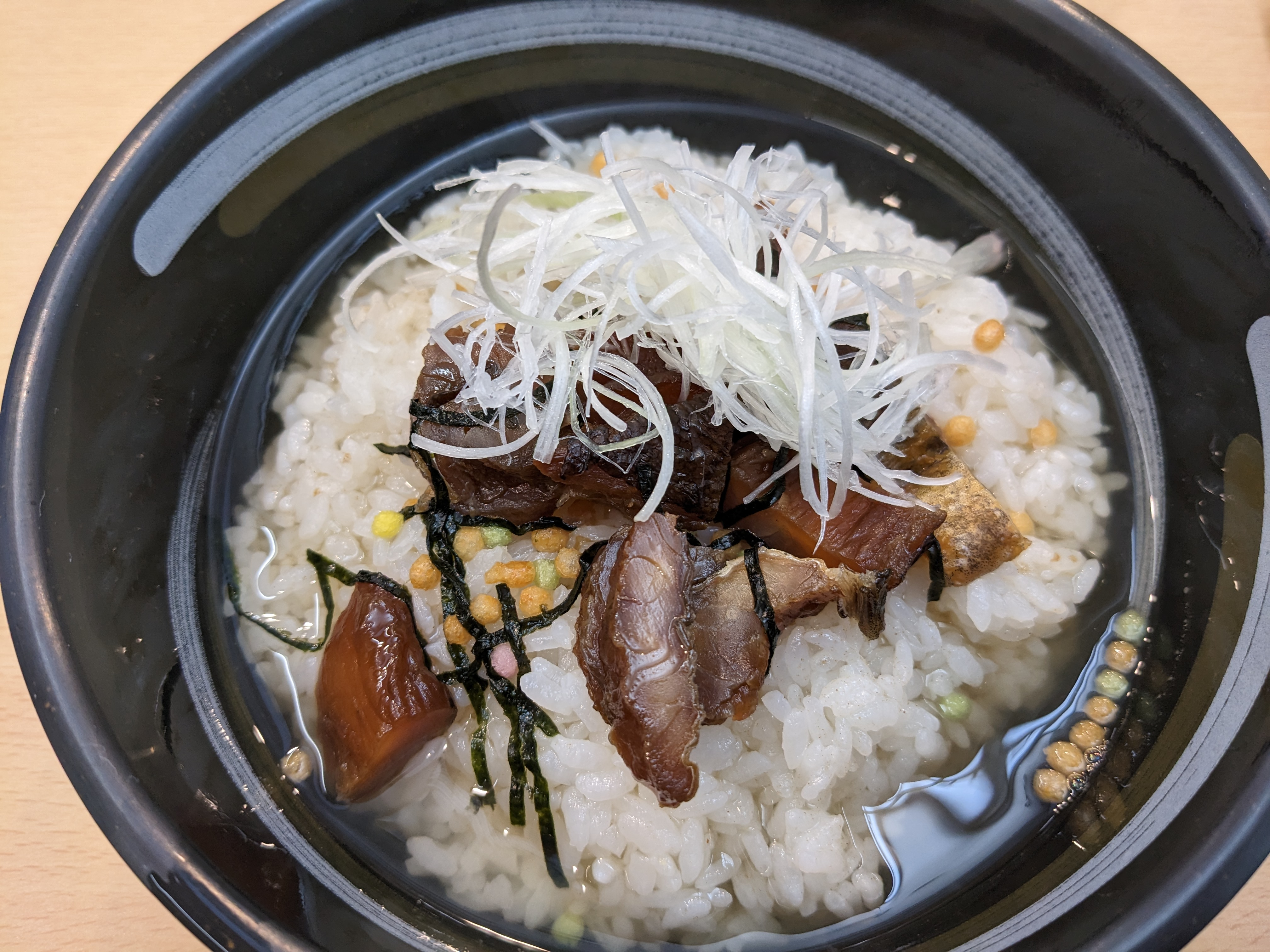

Dans la cuisine régionale japonaise de Kyōto, ochazuke est appelé bubuzuke. Lorsqu'une personne de Kyōto demande à son invité s'il veut manger du bubuzuke, cela veut réellement dire que la personne est peut-être restée un peu trop longtemps et qu'on lui demande poliment de partir

## Au cinéma
- 1952 : Le Goût du riz au thé vert (titre original Ochazuke no aji) film japonais de Yasujirō Ozu.